# SN 2009en
SN 2009en – supernowa typu Ia odkryta 8 maja 2009 roku w galaktyce UGC 9515. W momencie odkrycia miała maksymalną jasność 17,60m.